# José Resende
José de Moura Resende Filho (São Paulo, 2 de janeiro de 1945) é um escultor brasileiro. É conhecido por ter sido um dos integrantes do Grupo Rex e por ter fundado, junto a Carlos Fajardo, Luiz Paulo Baravelli e Frederico Nasser, o Centro de Experimentação Artística Escola Brasil: Lecionou em diversas instuições de São Paulo, como a Escola de Comunicações e Artes da Universidade de São Paulo, e participou de eventos como a Bienal de São Paulo, a Bienal de Paris de 1980, a Bienal de Veneza de 1988, a Documenta de Kassel de 1992, a Bienal de Sydney de 1998 e a Bienal do Mercosul de 2001.